# Natalia Frölander
Wilhelmina Natalia Frölander, född 29 juli 1858 i Undenäs församling, död 29 december 1951, var en svensk folkbildare och filantrop. 
Hon var 1909 en av grundarna av Stiftelsen Maria husmodersskola.

## Familj
Frölander var dotter till brukspatronen på Forsvik, Carl Wilhelm Palmær, och dennes hustru Selma, född Trozelius. Hon gifte sig 1883 med bankmannen Theodor Frölander.